# Гексоген
Гексоге́н (циклотриметилентринитрамин, RDX, T4) —
(CH2)3N3(NO2)3, вторичное (бризантное) взрывчатое вещество. Чувствительность к удару занимает среднее положение между тетрилом и тэном.
Плотность заряда — 1,77 г/см³. Скорость детонации — 8640 м/с, давление во фронте ударной волны — 33,7 ГПа, фугасность — 470 мл, бризантность — 24 мм по Гессу, 4,1-4,8 по Касту, объём газообразных продуктов взрыва — 908 л/кг. Температура вспышки — 230 °C, температура плавления — 204,1 °C.
Теплота взрыва — 5,45 МДж/кг, теплота сгорания — 2307 ккал (9,66 МДж)/кг..

## Физические свойства
Гексоген — белый кристаллический порошок. Без запаха и вкуса. Сильный яд. Удельный вес — 1,816 г/см³, молярная масса — 222,12 г/моль. Нерастворим в воде, плохо растворим в спирте, эфире, бензоле, толуоле, хлороформе, лучше — в ацетоне, ДМФА, концентрированной азотной и уксусной кислотах. Разлагается серной кислотой, едкими щелочами, а также при нагревании.
Плавится гексоген при температуре 204,1 °C с разложением, при этом его чувствительность к механическим воздействиям сильно повышается, поэтому его не плавят, а прессуют. Прессуется плохо, поэтому, чтобы его лучше спрессовать, гексоген флегматизируют в ацетоне.

## История
Гексоген получил своё название по внешнему виду его структурной химической формулы. Впервые его синтезировал в 1890-х годах немецкий химик и инженер, сотрудник прусского военного ведомства Ленце.
Гексоген по химическому составу близок к известному лекарству уротропину, использующемуся для лечения инфекций мочевыводящих путей. Поэтому вначале гексогеном заинтересовались преимущественно фармацевты. В 1899 году немецкий химик-фармацевт Георг Фридрих Хеннинг взял патент на один из способов его производства, надеясь, что гексоген окажется ещё лучшим лекарством, чем уротропин. Однако в аптеки гексоген не попал, так как вовремя выяснилось, что он представляет собой яд.
Лишь в 1920 году австрийский химик Эдмунд фон Герц показал, что гексоген является сильнейшим взрывчатым веществом, далеко превосходящим тротил. По скорости детонации он опережал все остальные известные тогда взрывчатки, а определение его бризантной способности обычным методом было невозможно, потому что гексоген разбивал стандартный свинцовый столбик.
В сентябре 1944 года стало известно о том, что взрывчатое вещество на основе гексогена начали применять японские войска.

## Получение
Метод Герца (1920) заключается в непосредственном нитровании гексаметилентетрамина (уротропина, (CH2)6N4) концентрированной азотной кислотой:
{\displaystyle {\ce {(CH2)6N4 + 3HNO3 -> (CH2)3N3(NO2)3 + 3HCOH + NH3 ^}}}
Производство гексогена по этому методу велось в Германии, Англии и других странах на установках непрерывного действия. Метод имеет ряд недостатков, главные из которых:
- малый выход гексогена по отношению к сырью (35-40 %);
- большой расход азотной кислоты.

В середине XX века был разработан ряд промышленных методов производства гексогена.
- Метод «К». Разработан в Германии Кноффлером. Метод позволяет повысить выход гексогена по сравнению с методом Герца за счёт добавления в азотную кислоту нитрата аммония (аммиачной селитры), который взаимодействует с побочным продуктом нитрования — формальдегидом.
- Метод «КА». По методу «КА» гексоген получается в присутствии уксусного ангидрида. В жидкий уксусный ангидрид дозируется динитрат уротропина и раствор аммиачной селитры в азотной кислоте.
- Метод «Е». Ещё один уксусноангидридный метод, по которому гексоген получается взаимодействием пара-формальдегида с аммиачной селитрой в среде уксусного ангидрида.
- Метод «W». Разработан в 1934 Вольфрамом. По этому методу формальдегид при взаимодействии с калиевой солью сульфаминовой кислоты даёт так называемую «белую соль», которая при обработке серно-азотной кислотной смесью образует гексоген. Выход по этому методу достигает 80 % по сырью.
- Метод Бахмана-Росса. Разработан в США. Метод близок к методу «КА», но за счет применения двух растворов — уротропина в уксусной кислоте и аммиачной селитры в азотной кислоте процесс значительно более технологичен и удобен:{\displaystyle {\mathsf {{\mathsf {(}}CH_{2})_{6}N_{4}+3CH_{3}COOH+4HNO_{3}+2NH_{4}NO_{3}+6(CH_{3}CO)_{2}O\longrightarrow \ 15CH_{3}COOH+2C_{3}H_{6}N_{6}O_{6}}}}

## Применение
Применяют для изготовления детонаторов (в том числе детонационных шнуров), снаряжения боеприпасов и для взрывных работ в промышленности, как правило, в смеси с другими веществами (тротилом и т. п.), а также с добавкой флегматизаторов (парафина, воска, церезина), уменьшающих опасность взрыва гексогена от случайных причин. Например, широко известная С-4 — это 91 % гексогена, 2,25 % полиизобутилена, 5,31 % диоктилсебацината и 1,44 % жидкой смазки.
Также может использоваться как компонент топлива в твердотопливных ракетных двигателях.